# Eudarcia nerviella
Eudarcia nerviella är en fjärilsart som beskrevs av Hans Georg Amsel 1954. Eudarcia nerviella ingår i släktet Eudarcia och familjen äkta malar.
Artens utbredningsområde är Italien. Inga underarter finns listade i Catalogue of Life.